# Rungemba
Rungemba ist ein Verwaltungsbezirk (englisch Ward) des Distrikts Mafinga (TC) in der tansanischen Region Iringa.

## Geografie
Rungemba liegt im südlichen Hochland von Tansania etwa 15 Kilometer Luftlinie nordöstlich des Zentrums der Distrikthauptstadt Mafinga. Der Bezirk grenzt im Nordwesten an Isalavanu, im Nordosten an Ifunda, im Osten an Ihalimba, im Süden an Ifwagi, Ikongosi und Wambi und im Westen an Upendo und Kinyanambo. Bei der Volkszählung 2022 lebten 7323 Menschen in 2207 Haushalten auf einer Fläche von 214 Quadratkilometern.

## Gliederung
Der Bezirk besteht aus drei Gemeinden (swahili Mtaa) mit 13 Orten (Kitongoji):
| Rungemba - Makwawa - Njiapanda - Shuleni - Kibena - Majengomapya | Kitelewasi - Mtakuja - Mwongozo - Neema | Itimbo - Mjimwema - Mlimani - Lulanda - Gezaulole - Majengo |

## Infrastruktur
- Bildung: Die Mnyigumba Secondary School ist eine staatliche weiterführende Schule, die Tagesschüler bis zur 4. Stufe ausbildet.[8] Die private Adonai Secondary School bietet ebenfalls eine Ausbildung bis zur 4. Stufe, hat jedoch auch Internatsplätze.[9]
- Gesundheit: In Rungemba befindet sich eine staatliche Apotheke.[10]